# Have Some Fun
«Have Some Fun» (с англ. — «Веселитесь») — песня, с которой 22 мая 2008 года певица Тереза Керндлова (чеш. Tereza Kerndlová) представила Чехию на международном конкурсе песен «Евровидение-2008». Песня заняла 18-е место с 9 баллами во втором полуфинале конкурса и не вышла в финал.

## Описание
«Have Some Fun» является композицией в жанрах поп и R&B. Мелодия песни была написана Гордоном Погодой (американским композитором, поэтом-песенником и продюсером, чьи композиции использовались в таких телевизионных сериалах, как «Ханна Монтана», «Секс в большом городе» или «C.S.I.: Место преступления Майами») и Стано Шмиром (также продюсером). В качестве автора текста «Have Some Fun» выступил Гордон Погода.
Песня вошла во второй студийный альбом Терезы Керндловой «Have Some Fun», который был выпущен 5 ноября 2007 года. Как и другие композиции альбома, «Have Some Fun» была записана в Бельгии под руководством Гордона Погоды и Стано Шмира.
Сама певица охарактеризовала данную композицию следующим образом: «„Have Some Fun“ — это весёлая, мелодичная и приятная песня уже с первого прослушивания. <…> Это песня о любви, разумеется».

## Реакция слушателей в Чехии
«Have Some Fun» была выпущена в Чехии в качестве радиосингла и пользовалась успехом, достигнув в предпоследнюю неделю 2007 года 5-го места в официальном радиочарте, включающем 100 наиболее востребованных песен страны.

## Конкурс песни «Евровидение 2008»
26 января 2008 года в Праге состоялся финал национального отбора на  конкурс песни «Евровидение 2008». Как и в предыдущем году, мероприятие было организовано Чешским телевидением (чеш. Česká televize). В финале приняло участие 10 исполнителей, среди которых была и Тереза Керндлова, представившая на суд публики песню «Have Some Fun». По результатам SMS-голосования телезрителей победа была присуждена Терезе Керндловой.
Поскольку представлявшая Чехию на «Евровидении 2007» рок-группа «Kabát» заняла в полуфинале конкурса последнее место, Терезе Керндловой пришлось начать своё выступление на «Евровидении 2008» со второго полуфинала, который состоялся 22 мая. В итоге чешской певице не удалось пробиться в финал песенного конкурса — во втором полуфинале Тереза Керндлова завоевала 9 очков и заняла предпоследнее, 18-е место.